# Caldukia affinis
Caldukia affinis is een slakkensoort uit de familie van de Proctonotidae. De wetenschappelijke naam van de soort is voor het eerst geldig gepubliceerd in 1958 door Burn.